# Casa Nostra (film, 2013)
Pour plus de détails, voir Fiche technique et Distribution.
Casa Nostra est un film français réalisé par Nathan Nicholovitch et sorti en 2013.

## Fiche technique
- Titre : Casa Nostra
- Réalisation : Nathan Nicholovitch
- Scénario : Nathan Nicholovitch
- Photographie : Florent Astolfi et Guillaume Faure
- Son : Thomas Buet, Lionel Akchouch et Benoît Thuault - Mixage : Nathalie Vidal
- Montage : Yann Dedet et Gilles Volta
- Société de production : Les Films aux dos tournés
- Distribution : Aramis Films
- Pays de production :  France
- Durée : 90 minutes
- Date de sortie : France - 10 avril 2013

## Distribution
- Céline Farmachi
- Gilles Kazazian
- Clo Mercier
- Alicia Fleury
- Pierre Durand
- Francine Diehl
- Fernando Scaerese
- David d'Ingéo
- Julien Roux
- Erwan Naour
- Corinne Gautheron
- Jacqueline Bernard
- Candice Carmassi
- Clerie Sada

## Sélection
- Festival de Cannes 2012 (programmation ACID)[1]